# IC 173
IC 173 ist eine Balken-Spiralgalaxie vom Hubble-Typ SBbc im Sternbild Walfisch südlich des Himmelsäquators. Sie ist schätzungsweise 626 Millionen Lichtjahre von der Milchstraße entfernt.
Im selben Himmelsareal befinden sich u. a. die Galaxien NGC 772 und IC 175.
Das Objekt wurde am 26. Dezember 1893 vom französischen Astronomen Stéphane Javelle entdeckt.